# بيرس ويرينغ
بيرس ويرينغ (بالإنجليزية: Pierce Waring)‏ هو لاعب كرة قدم أسترالي في مركز الهجوم، ولد في 18 نوفمبر 1998 في أستراليا. لعب مع سيريزو أوساكا.

## وصلات خارجية
- بيرس ويرينغ على موقع الاتحاد الدولي (مؤرشف)  (الإنجليزية)
- بيرس ويرينغ على موقع رابطة كرة القدم اليابانية للمحترفين (اليابانية)
- بيرس ويرينغ على موقع قاعدة بيانات كرة القدم.إي يو (الإنجليزية)
- بيرس ويرينغ على موقع Soccerway.com (الإنجليزية)
- بيرس ويرينغ على موقع عالم كرة القدم.نت (الإنجليزية)